# Julia Bergman
Anna Julia Ellinor Bergman Everberg, född 8 april 1995 i Vinslöv, är en svensk influencer och TV-personlighet. Hon blev känd i början av 2017, då hon deltog i TV-programmet Unga mammor på TV3 och Viafree. Hon medverkade totalt i fyra säsonger av detta TV-program, för att sedan få två helt egna TV-program, som enbart kretsade kring hennes liv som ung mamma.
Bergman gifte sig 2024 med ishockeyspelaren Dennis Everberg, med vilken hon har två döttrar (födda 2019 och 2021) och en son (född 2023). Hon har också ytterligare en son (född 2014), detta från en tidigare relation.